# Stanisław Flis
Stanisław Flis (ur. 26 listopada 1902 w Bocheniu, powiat łowicki, zm. 6 października 1976 w Olsztynie) – polski lekarz, historyk medycyny, regionalista.

## Życiorys
Pochodził z rodziny chłopskiej, był synem Andrzeja i Marianny z Kretów. Po ukończeniu 3-letniej szkoły wiejskiej uczęszczał do Szkoły Realnej w Łowiczu, potem do tamtejszego Gimnazjum im. księcia Józefa Poniatowskiego, gdzie zdał maturę. W 1920 walczył ochotniczo w wojnie polsko-bolszewickiej jako żołnierz 201 pułku piechoty. W 1922 rozpoczął studia na Wydziale Lekarskim Uniwersytetu Warszawskiego, uwieńczone dyplomem doktora wszech nauk lekarskich 22 grudnia 1928.
Po studiach odbył służbę wojskową w Szkole Podchorążych Sanitarnych Rezerwy, po czym został asystentem na oddziale obserwacyjnym Szpitala św. Stanisława w Warszawie. W grudniu 1935 przeszedł do Szpitala św. Ducha, gdzie w Klinice Chorób Wewnętrznych, pod kierunkiem prof. Włodzimierza Filińskiego, był kolejno starszym asystentem i adiunktem. Na okres międzywojenny przypadł początek działalności publicystycznej Flisa, który ogłosił wówczas 35 prace (część pod pseudonimem St. Bolecha i kryptonimem Dr. St. F.), głównie rozprawy kazuistyczne w zakresie chorób wewnętrznych i zakaźnych; artykuł o krwinkach białych w durze brzusznym, napisany wspólnie z Gabrielem Nowosadko, został wyróżniony w 1936 nagrodą Warszawskiego Towarzystwa Lekarskiego. Na posiedzeniach tej organizacji, a także Towarzystwa Internistów Polskich czy posiedzeniach klinicznych Szpitala Św. Stanisława i Szpitala Św. Ducha, Flis wygłaszał referaty. Uczestniczył w Zjeździe Lekarzy i Przyrodników w Poznaniu. Z innych publikacji Flisa z tego okresu można wymienić Przyczynki do zjawisk wstrząsowych w leczeniu surowicami oraz W sprawie postaci aglutynacji w odczynie Widala (z J. Rosenbergiem, praca ukazała się również w języku francuskim).
Wybuch wojny zastał Flisa w Warszawie, i tu też spędził on większość lat okupacji. Pracował jako lekarz w Miejskiej Pomocy Lekarskiej Wydziału Szpitalnictwa miasta Warszawy oraz w Przychodni Przeciwgruźliczej V Ośrodka Zdrowia. Utrzymywał kontakt z Radą Główną Opiekuńczą. Zaangażował się także w działalność konspiracyjną, był członkiem Konfederacji Narodu; później związał się z Armią Krajową, pełniąc służbę lekarza batalionu porucznika „Dzika” w ramach Wojskowej Służby Ochrony Powstania. Obowiązki te zatrzymały go z daleka od Warszawy w chwili wybuchu powstania, udał się wówczas do rodzinnego Bochenia, gdzie redagował i kolportował pisma konspiracyjne „Echo Nadbzurzańskie” i „Głos Łowicki”.
Po zakończeniu wojny zgłosił się ochotniczo do pracy na tzw. Ziemiach Odzyskanych i 24 marca 1945 przybył do Olsztyna. Jako czwarty w tym mieście polski lekarz należał do grona współorganizatorów powojennej służby zdrowia w regionie. Wkrótce powierzono mu dyrekcję Szpitala Kolejowego; kierował tą placówką niemal ćwierć wieku, organizując m.in. oddział wewnętrzny i sprawując w nim funkcję ordynatora. Społecznie udzielał się w ramach białych niedziel, podróżując po wsiach i miasteczkach województwa olsztyńskiego, a także w pogotowiu ratunkowym. Na emeryturę przeszedł 1 lutego 1969.
W Olsztynie, poza pracą zawodową w szpitalu, rozwijał także swoją pasję, jaką stała się historia medycyny. Nie powrócił do przerwanej wybuchem wojny przygotowywanej rozprawy habilitacyjnej na temat małopłytkowości samoistnej, większość z niemal 70 powojennych publikacji poświęcając historii medycyny. Był m.in. autorem pierwszej powojennej publikacji lekarskiej w Olsztynie – Sprawozdania z dotychczasowej działalności szpitala PKP w Olsztynie (1947). Wiele uwagi w swoich badaniach poświęcił osobie Mikołaja Kopernika, przypominając mniej znaną działalność uczonego jako lekarza. Odnalazł w okolicach Braniewa inkunabuł medyczny z biblioteki Kopernika i przekazał go olsztyńskiemu Muzeum Warmii i Mazur. Postawił nową hipotezę na temat przyczyny śmierci astronoma, którą miał stać się zakrzep jednej z tętnic półkuli mózgowia, a nie jak wcześniej uważano wylew krwi do mózgu. Niektóre z prac Flisa o tematyce kopernikowskiej to M. Kopernik i medycyna (1973, współautor), książka wydana w związku z 500-leciem urodzin uczonego, i Kopernikowski inkunabuł medyczny w Olsztynie („Komunikaty Mazursko-Warmińskie”, 1970, nr 4).
Flis pisał również o czołowym lekarzu mazurskim XVIII wieku Macieju Erneście Boreckim (Boretiusie). Interesował się osobą zmarłego i pochowanego w Olsztynie lekarza Wacława Błażeja Orłowskiego, który w 1882 odkrył tzw. ciałka błyszczące, tj. zmiany w komórkach nerwowych w przednich rogach rdzenia kręgowego zakażonych wścieklizną królików, stanowiące odpowiednik ciałek Negriego opisanych dopiero w 1903. W 1960 w „Komunikatach Mazursko-Warmińskich” Flis ogłosił szerokie opracowanie Dżuma na Mazurach i Warmii w latach 1708–1711. Z zagadnień bardziej współczesnej medycyny napisał wspólnie z Andrzejem Skrobackim zarys Służba zdrowia w województwie olsztyńskim w latach 1945–1965 („Rocznik Olsztyński”, tom VI, 1966).
Zainteresowania historyczne doktora Flisa wykraczały poza medycynę; zajmował się m.in. przeszłością i folklorem rodzinnego Bochenia, w tym osobą krajana Adama Polaka, znanego też jako Adam z Bochenia lub Adam z Łowicza XVI-wiecznego profesora medycyny na Akademii Krakowskiej. W poszukiwaniu śladów polskości Warmii dokumentował polskie napisy na cmentarzach Olsztyna i okolicznych miejscowości; podobne badania prowadził potem na ziemi babimojskiej i złotowskiej. Odnalazł w podolsztyńskim Gietrzwałdzie i uratował od zniszczenia XVIII-wieczny raptularz chłopski. W kręgu zainteresowań Flisa była ponadto kultura i dzieje północnego Mazowsza, w związku z czym utrzymywał kontakty z tamtejszymi bibliotekami, muzeami i wydawnictwami, m.in. Muzeum Mławskim i redakcją „Rocznika Mazowieckiego”. W 1972 w periodyku tym ogłosił szkic biograficzny o Józefie Ostaszewskim, lekarzu i badaczu północnego Mazowsza. Na łamach „Komunikatów Mazursko-Warmińskich” ukazały się m.in. artykuły Flisa Inwentaryzacja dawnych napisów polskich na Powiślu Sztumskim (1958, nr 3 i nr 4) oraz Dawne napisy polskie na Mazurach (1962, nr 3). Zaprezentowana w tymże kwartalniku bibliografia prac olsztyńskiego lekarza (1977) liczy łącznie 103 pozycje; sam Flis opracował trzy bibliografie „Komunikatów”, obejmujące lata 1946–1967.
Był aktywnym działaczem organizacji lekarskich i społecznych. Zainicjował w 1949 i przez kolejne dwa lata przewodniczył sekcji naukowej przy Związku Zawodowym Pracowników Służby Zdrowia w Olsztynie; było to pierwsze w mieście towarzystwo lekarskie, przekształcone później w oddział Polskiego Towarzystwa Lekarskiego. Już po tych przekształceniach organizacyjnych Flis zasiadał w zarządzie oddziału, jak również w zarządzie oddziału Towarzystwa Internistów Polskich. Nosił tytuł honorowego przewodniczącego olsztyńskiego oddziału Polskiego Towarzystwa Historyków Medycyny, a od 9 września 1973 członka honorowego tego towarzystwa. Był w gronie członków założycieli Ośrodka Badań Naukowych im. Wojciecha Kętrzyńskiego w Olsztynie, od 1957 wchodził w skład komitetu redakcyjnego „Komunikatów Mazursko-Warmińskich”. Należał też do Polskiego Towarzystwa Historycznego.
W październiku 1965 zainicjował działalność Towarzystwa Miłośników Olsztyna, które podejmowało liczne inicjatywy na rzecz upiększenia miasta. Flis pełnił przez dwie kadencje funkcję prezesa, następnie otrzymał godność honorowego członka. 22 sierpnia 1974 został wyróżniony wpisem do Księgi Zasłużonych dla miasta Olsztyna. Posiadał szereg orderów i odznaczeń, m.in. Brązowy (1946) i Złoty Krzyż Zasługi (1954), Krzyż Kawalerski Orderu Odrodzenia Polski (1961), Medal 10-lecia (1955) i 30-lecia Polski Ludowej (1974), Medal Pamiątkowy za Wojnę 1918–1921 (za wojnę polsko-bolszewicką), odznaki „Zasłużony dla Warmii i Mazur” (1960), „Przodujący Kolejarz” (1960), „Za wzorową pracę w służbie zdrowia” (1969), honorową odznakę Stowarzyszenia Społeczno-Kulturalnego „Pojezierze” (1966), odznakę pamiątkową 50-lecia Polskiego Czerwonego Krzyża (1969), odznaki Towarzystwa Przyjaciół Łowicza i Ziemi Łowickiej (1974), Towarzystwa Rozwoju Ziem Zachodnich, Polskiego Towarzystwa Lekarskiego.
Stanisław Flis był żonaty z Jadwigą z domu Lisek (1906-1972), miał troje dzieci – synów Sławomira (ur. 1938, magistra inżyniera łączności) i Andrzeja (1946–2022, inżyniera budownictwa lądowego, przewodnika PTTK) oraz córkę Jolantę (ur. 1941, magister inżynier budownictwa wodnego i projektant wnętrz). Zmarł 6 października 1976 w Olsztynie, pochowany został na olsztyńskim cmentarzu komunalnym (ul. Poprzeczna) (kw. 2 rząd 7 grób 52).
Jedna z ulic dzielnicy Olsztyna Jaroty nosi imię Stanisława Flisa.